# Phora capillosa
Phora capillosa är en tvåvingeart som beskrevs av Schmitz 1933. Phora capillosa ingår i släktet Phora och familjen puckelflugor. Inga underarter finns listade i Catalogue of Life.